# Kalanjevci
Kalanjevci (izvirno srbsko Калањевци) je naselje v Srbiji, ki upravno spada pod Občino Ljig; slednja pa je del Kolubarskega upravnega okraja.

## Demografija
V naselju, katerega izvirno (srbsko-cirilično) ime je Калањевци, živi 626 polnoletnih prebivalcev, pri čemer je njihova povprečna starost 44,4 let (42,6 pri moških in 46,3 pri ženskah). Naselje ima 231 gospodinjstev, pri čemer je povprečno število članov na gospodinjstvo 3,22.
To naselje je, glede na rezultate popisa iz leta 2002, večinoma srbsko, a v času zadnjih treh popisov je opazno zmanjšanje števila prebivalcev.
|  |

| Demografija | Demografija     | Demografija     |
| Leto        | Št. prebivalcev | Št. prebivalcev |
| ----------- | --------------- | --------------- |
|             |                 |                 |
|             |                 |                 |
|             |                 |                 |
|             |                 |                 |
| 1948        | 1217            |                 |
| 1953        | 1198            |                 |
| 1961        | 1126            |                 |
| 1971        | 945             |                 |
| 1981        | 875             |                 |
| 1991        | 824             | 824             |
| 2002        | 760             | 744             |
|             |                 |                 |

| Etnična sestava po popisu iz leta 2002 | Etnična sestava po popisu iz leta 2002 | Etnična sestava po popisu iz leta 2002 | Etnična sestava po popisu iz leta 2002 | Etnična sestava po popisu iz leta 2002 |
| -------------------------------------- | -------------------------------------- | -------------------------------------- | -------------------------------------- | -------------------------------------- |
| Srbi                                   | Srbi                                   |                                        | 733                                    | 98,52%                                 |
| Črnogorci                              | Črnogorci                              |                                        | 1                                      | 0,13%                                  |
| Madžari                                | Madžari                                |                                        | 1                                      | 0,13%                                  |
| Neznano                                | Neznano                                |                                        | 9                                      | 1,20%                                  |